# Batalion KOP „Łużki”

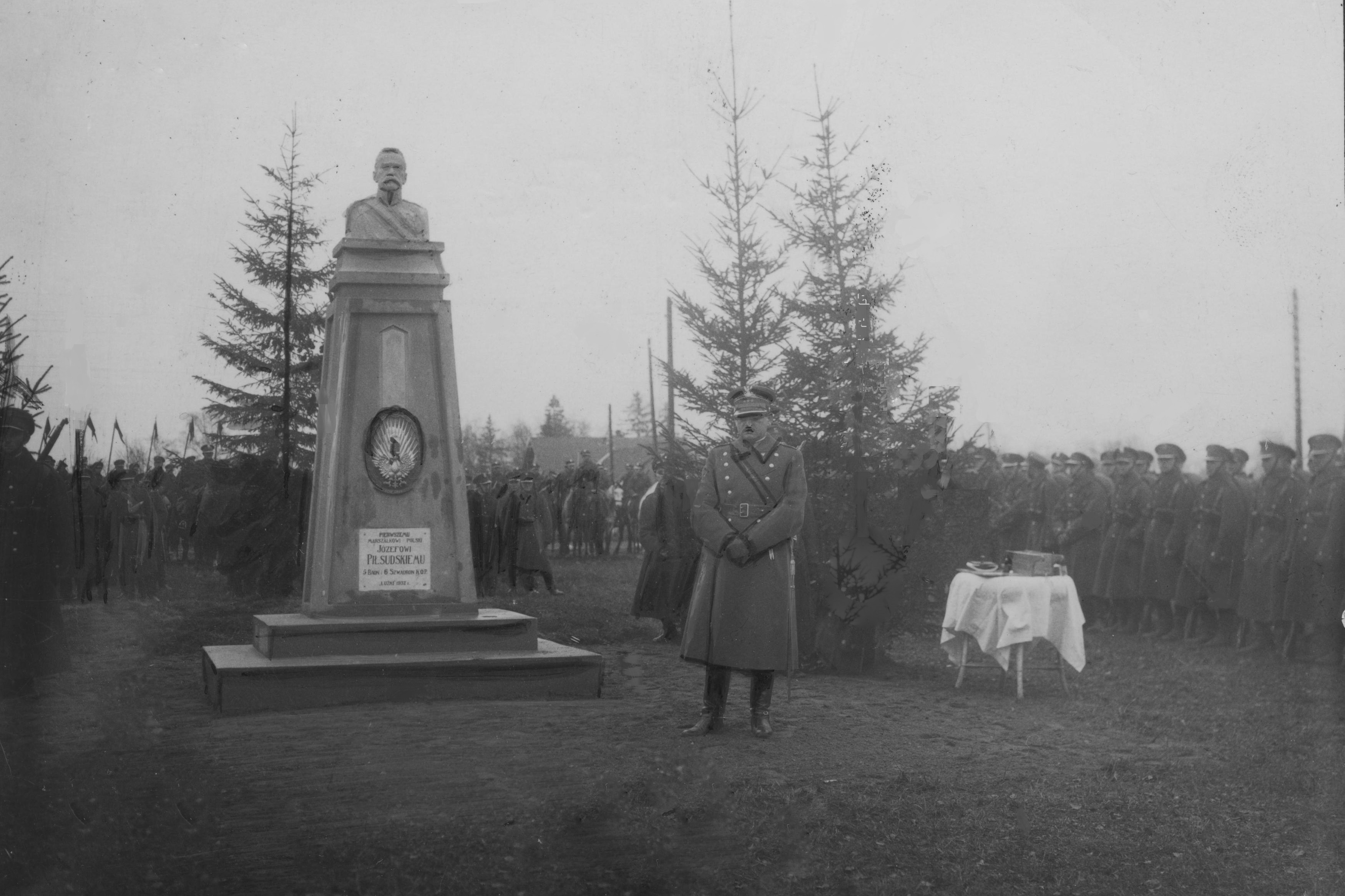
Odsłonięcie pomnika Józefa Piłsudskiego w 5 batalionie KOP „Łużki”

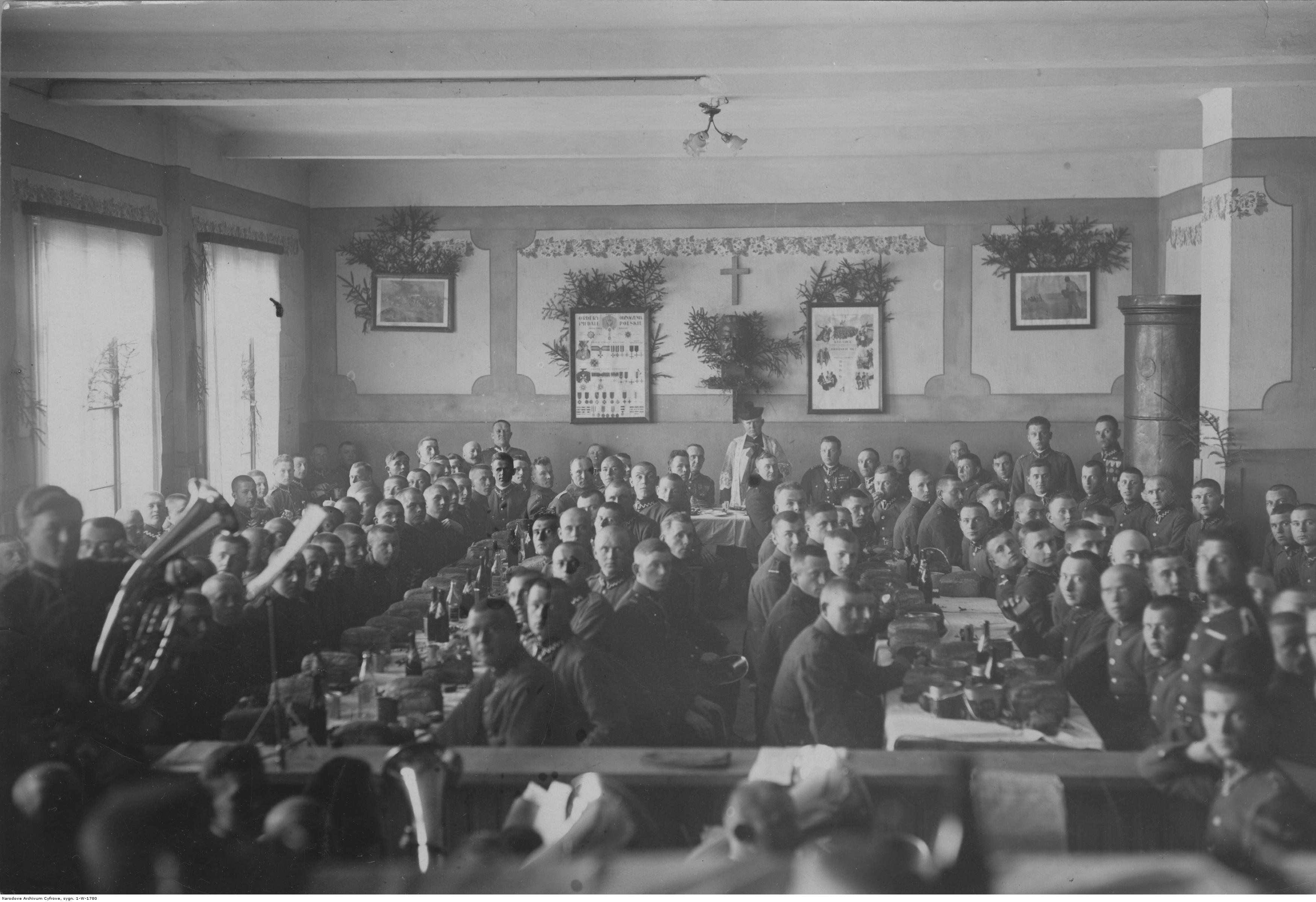
Wigilia w 5 batalionie KOP „Łużki”

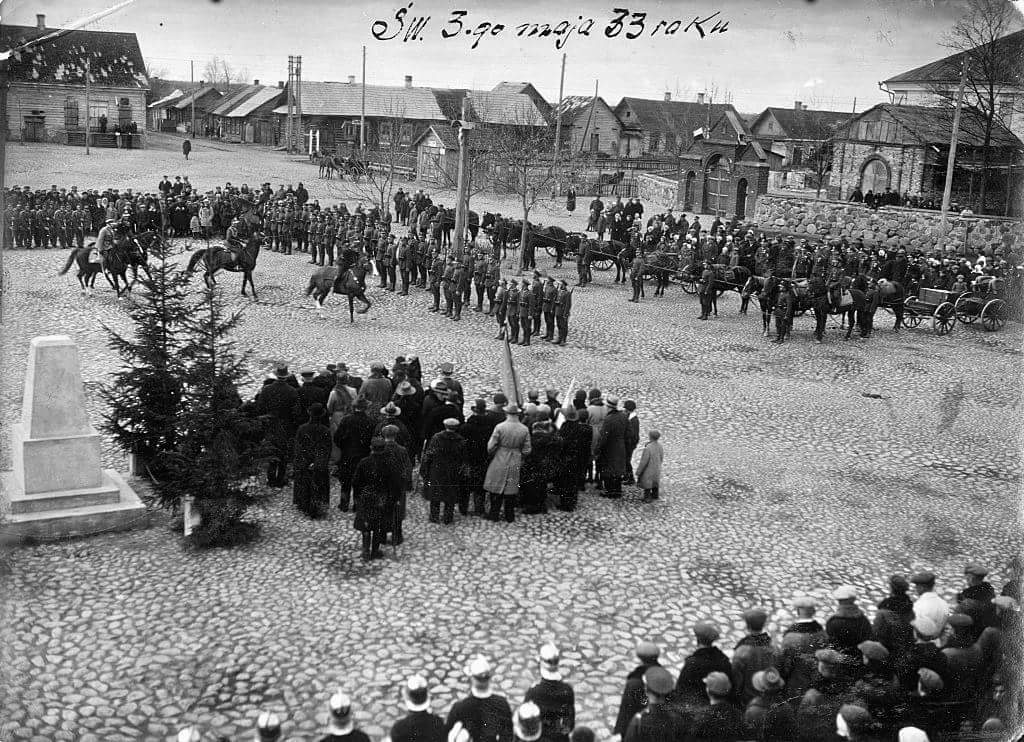
Obchody Święta 3 Maja w 1933

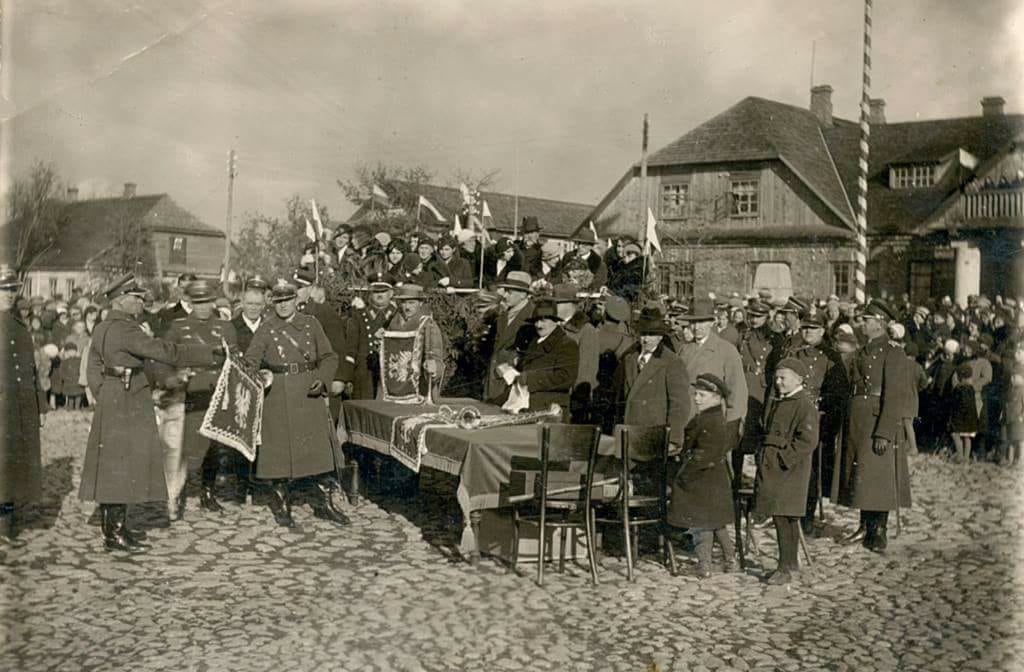
Wręczenie fanfar z płomieniami w 1934

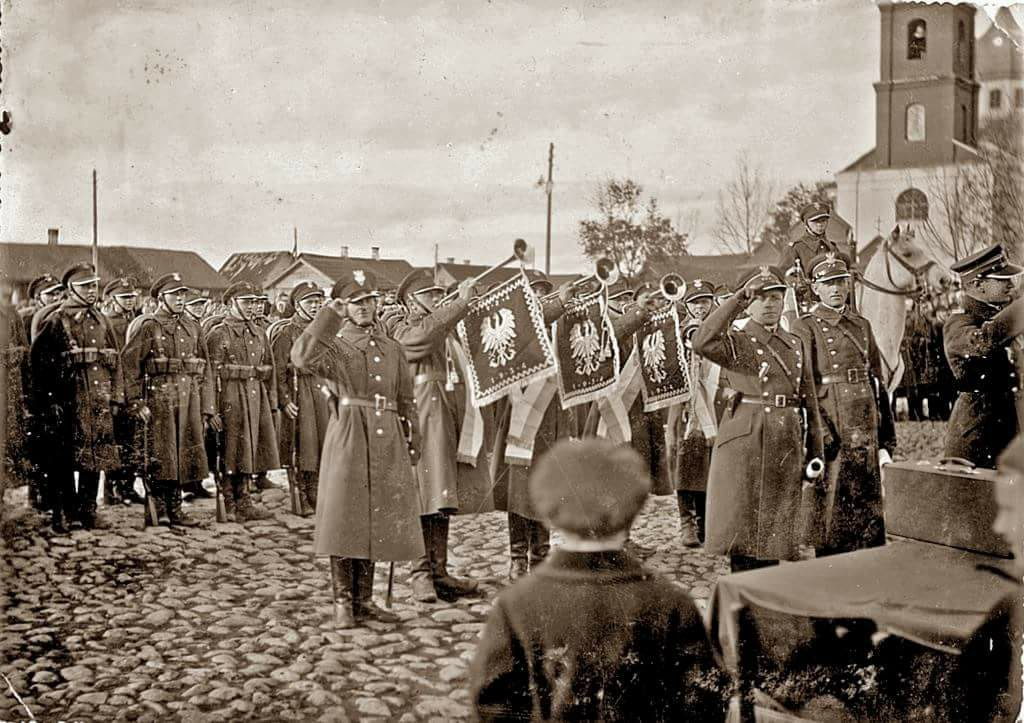
Wręczenie fanfar z płomieniami w 1934

Batalion KOP „Łużki” – pododdział piechoty, podstawowa jednostka taktyczna Korpusu Ochrony Pogranicza.

## Formowanie i zmiany organizacyjne
Na posiedzeniu Politycznego Komitetu Rady Ministrów, w dniach 21–22 sierpnia 1924, zapadła decyzja powołania Korpusu Wojskowej Straży Granicznej. 12 września 1924 Ministerstwo Spraw Wojskowych wydało rozkaz wykonawczy w sprawie utworzenia Korpusu Ochrony Pogranicza, a 17 września instrukcję określającą jego strukturę. W pierwszym etapie organizacji KOP sformowano 3 Brygadę Ochrony Pogranicza, a w jej składzie 5 batalion graniczny „Łużki”. Podstawą formowania był rozkaz szefa Sztabu Generalnego L. dz. 12044/O.de B./24 z dnia 27 września 1924. Nazwa jednostki pochodzi od leżącej na północnej Wileńszczyźnie miejscowości Łużki, znajdującej się wówczas na obszarze województwa wileńskiego i będącej macierzystym garnizonem batalionu. W jego skład wchodziły: cztery kompanie piechoty, drużyna dowódcy batalionu i pluton łączności. Według etatu liczy on 25 oficerów, 200 podoficerów i 603 szeregowców. Jego uzbrojenie stanowiły: 2 ciężkie karabiny maszynowe, 48 ręcznych km, 48 garłaczy, 439 karabinów, 280 karabinków i 32 pistolety. Środki transportu to 15 wozów taborowych, 1 motocykl i 7 rowerów. Długość ochranianego przez batalion odcinka granicy wynosiła 91 kilometrów, przeciętna długość pododcinka kompanijnego to 30 kilometrów, a strażnicy 7 kilometrów. Odległość dowództwa batalionu od dowództwa brygady wynosiła 120 kilometrów.
W 1929 batalion podlegał dowódcy pułku KOP „Głębokie”. W tym kompania szkolna 5 baonu stacjonowała w Żurkach.
W lipcu 1929 przyjęto zasadę, że bataliony przyjmą nazwę miejscowości będącej miejscem ich stacjonowania. Obok nazwy geograficznej, do 1931 stosowano również numer batalionu. W tym czasie na uzbrojeniu posiadał 720 karabinów Berthier wz.1916, 51 ręcznych karabinów maszynowych Chauchat wz. 1915 i 2 ciężkie karabiny maszynowe wz.1914.
W wyniku reorganizacji batalionu w 1931, w miejsce istniejących plutonów karabinów maszynowych, utworzono kompanię karabinów maszynowych. Rozwinięto też kadry kompanii szkolnej do pełnoetatowej kompanii odwodowej. Po przeprowadzonej reorganizacji „R.2” batalion składał się z dowództwa batalionu, plutonu łączności, kompanii karabinów maszynowych, kompanii odwodowej i trzech kompanii granicznych.
W listopadzie 1936 batalion etatowo liczył 20 oficerów, 68 podoficerów, 24 nadterminowych i 580 żołnierzy służby zasadniczej.
Rozkazem dowódcy KOP z 23 lutego 1937 została zapoczątkowana pierwsza faza reorganizacji Korpusu Ochrony Pogranicza „R.3”. Batalion otrzymał nowy etat. Był jednostką administracyjną dla szwadronu kawalerii KOP „Łużki”, i posterunku żandarmerii KOP „Łużki”. W wyniku realizacji drugiej fazy reorganizacji KOP, latem 1937 zabrakło pomieszczeń dla części plutonów odwodowych kompanii granicznych. Dowódca KOP nakazał rozmieścić je przy innych kompaniach batalionu.
Z dniem 15 maja 1939 batalion stał się oddziałem gospodarczym. Stanowisko kwatermistrza batalionu przemianowane zostało na stanowisko zastępcy dowódcy batalionu do spraw gospodarczych, płatnika na stanowisko oficera gospodarczego, zastępcy oficera materiałowego dla spraw uzbrojenia na zbrojmistrza, zastępcy oficera materiałowego dla spraw żywnościowych na oficera żywnościowego.
Po odejściu batalionu przeznaczonego dla 3 pułku piechoty KOP garnizon jednostki w Łużkach wyposażył i doprowadził do stanu etatowego (poprzez wcielenie nowych rekrutów i rezerwistów) jednostkę na nowo od podstaw. Batalion wszedł w skład pułku KOP „Głębokie”. Po odtworzeniu ochraniał granicę z ZSRR o długości 86,877 km. Od 17 września 1939 brał udział w obronie ówczesnej wschodniej granicy państwa przed radzieckim agresorem.

## Służba graniczna
Batalion graniczny był podstawową jednostką taktyczną Korpusu Ochrony Pogranicza przeznaczoną do pełnienia służby ochronnej na powierzonym mu odcinku granicy polsko-radzieckiej, wydzielonym z pasa ochronnego brygady. Odcinek batalionu dzielił się na pododcinki kompanii, a te z kolei na pododcinki strażnic, które były „zasadniczymi jednostkami pełniącymi służbę ochronną”, w sile półplutonu. Służba ochronna pełniona była systemem zmiennym, polegającym na stałym patrolowaniu strefy nadgranicznej i tyłowej, wystawianiu posterunków alarmowych, obserwacyjnych i kontrolnych stałych, patrolowaniu i organizowaniu zasadzek w miejscach rozpoznanych jako niebezpieczne, kontrolowaniu dokumentów i zatrzymywaniu osób podejrzanych, a także utrzymywaniu ścisłej łączności między oddziałami i władzami administracyjnymi. Batalion graniczny KOP „Łużki” w 1934 ochraniał odcinek granicy państwowej szerokości 86 kilometrów 877 metrów.
Wydarzenia:
- W meldunku sytuacyjnym z 28 stycznia 1925 napisano: 26 stycznia 1925 o godz. 16.00 na pododcinku nr 2 Ćwiecina zatrzymano Katarzynę Toksyjową za nielegalne przekroczenie granicy. Rzekomo przybyła do córki z Połocka. Przekazano ją policji[23].
- W meldunku sytuacyjnym z 29 stycznia 1925 napisano:

Na pododcinku nr 3 Prozoroki w czasie przekraczania granicy zatrzymany został mieszkaniec sowieckiej wsi Luckowicze Wasyl Szoroko.
Strażnica nr 10 „Zahacie” zatrzymała mieszkańca miejscowości Witebska, który zeznał, że przekroczył granicę, ponieważ chciał się porozumieć ze znajomymi z Rosji. Dochodzenie w toku.
Bataliony sąsiednie:
- batalion KOP „Słobódka” ⇔ batalion KOP „Podświle”

## Walki batalionu
W sierpniu 1939 baon KOP „Łużki” wszedł, jako I batalion, w skład sformowanego 3 pułku piechoty KOP. Do 13 września 1939 3 pp KOP uczestniczył w walkach z wrogiem na Suwalszczyźnie. 13 września 1939 został przetransportowany na Wołyń w rejon Równe–Kostopol, gdzie uczestniczył w walkach z wojskami sowieckimi. Brał udział w walkach z sowietami 21-22 września 1939 w rejonie wsi Borowicze, a 23 września 1939 w rejonie wsi Radoszyn, gdzie po walce z przeważającymi siłami agresora sowieckiego 3 pułk piechoty KOP skapitulował.
Walki o strażnice

Strzegący granicy odtworzony batalion graniczny mjr. Benrota 17 września rozpoczął walki z atakującym strażnice 12 Oddziałem Wojsk Ochrony Pogranicza NKWD płk. Busarowa. Oddział sowiecki wzmocniony był 2–3 kompaniami z załogi rejonu umocnionego, jednym pociągiem pancernym oraz 22 Samodzielną Wietrińską Komendanturą WOP NKWD mjr. Smietanina.
W pasie odpowiedzialności 3 kompanii granicznej por. Witolda Połońskiego atakowały trzy kombinowane oddziały wydzielone z 12 Oddziału WOP NKWD.
Strażnicę i kompanię w Leonpolu atakował, wsparty pociągiem pancernym nr l6, OW dowodzony przez kpt. Faworskiego. Strażnica położona w odległości 200 m od Dźwiny odpowiedziała ogniem. W związku z przewagą sił i środków agresora, część załogi strażnicy i drużyny gospodarczej kompanii wycofała się w lasy na południe od Leonpola. Zginął dowódca kompanii. Do niewoli dostał się oficer i 30 żołnierzy.
Strażnicę KOP „Czuryłowo” zaatakował oddział wydzielony pod dowództwem kpt. Biedrinowa w składzie: trzy plutony strzeleckie, pluton km i grupa kawalerii. Po uprzednim zniszczeniu łączności z sąsiednimi strażnicami i z kompanią, zlikwidował wartownika, a następnie obrzucił granatami i ostrzelał budynek strażnicy. Pięciu polskich żołnierzy poległo, siedmiu wzięto do niewoli.
Strażnicę KOP „Słoboda" atakowała grupa składającą się z załogi sowieckiej 12 strażnicy i 3 rezerwowej strażnicy kawaleryjskiej. Wzmocnienie stanowiły dwa ciężkie karabiny maszynowe. Grupą dowodził kpt. Kleszczinow. W walce zginęło 16 żołnierzy, a do niewoli dostało się 7. Straty sowieckie: 9 żołnierzy utonęło, 4 rannych, w tym jeden oficer ciężko.
1 kompanię graniczną „Małaszki” por. Adama Domalewskiego atakowały pododdziały 12 Oddziału Wojsk Ochrony Pogranicza.
Strażnica „Hryhorowicze" oraz dowództwo kompanii nie zostały zaatakowane ze względu na brak przepraw przez Dzisnę na tych kierunkach. Załoga strażnicy i dowództwo kompanii prawdopodobnie opuściło stanowiska bez walki. Dowódca kompanii por. Domalewski i ppor. rez. Zygmunt Girgowicz w bliżej nieznanych okolicznościach dostali się do niewoli i zginęli w Katyniu.
Strażnica „Oleszczenica” zaatakowana została przez oddział pod dowództwem st. lejtn. Miroszkina. Obrzucona granatami strażnica stanęła w ogniu. Załoga, podjęła walkę, tracąc 15 zabitych i 1 wziętego do niewoli. Potem poddała się. Straty sowieckie wyniosły 5 rannych.
Strażnica „Dzisna” została opanowana przez oddział w sile trzech kompanii strzeleckich pod dowództwem st. lejtn. Jermoczenkowa. Atak na strażnicę wyszedł z dwóch kierunków: od strony południowej i wschodniej przez rzekę. Według sowieckich źródeł o godzinie 5:40 strażnica została opanowana, wzięto do niewoli czterech żołnierzy. Ciężko ranny został dowodzący atakiem st. lejtn. Jermoczenkow.
2 kompania graniczna „Ćwiecino” por. Ksawerego Wojciechowskiego została zaatakowana przez 22 samodzielną komendanturę WOP.
Strażnicę „Czerepy” atakowała 1 kompania kpt. Kuchariewa, licząca 154 żołnierzy. Wywiązała się krótkotrwała walka, podczas której strażnica straciła 4 zabitych i 3 rannych, 4 żołnierzy zostało wziętych do niewoli. Sowieci stracili 1 zabitego i 3 rannych.

Strażnicę KOP „Kopciowo” atakowała 2 kompania 22 komendantury WOP kpt. Zorina, licząca 90 żołnierzy. Straty polskie – jeden poległy podoficer, sowieckie – 1 zabity i 2 rannych żołnierzy. Pozostała część załogi wycofała się w kierunku zachodnim.

Strażnica „Siergiejczyki” dowodzona przez kpr. Janiszewskiego została zaalarmowana przez sąsiednią strażnicę z prośbą o pomoc. W czasie opuszczania budynku sama została zaatakowana przez pododdziały ze składu 5 DS i 25 BPanc. Doszło do gwałtownej wymiany ognia i walki wręcz.
W wyniku walk o strażnice kompanie graniczne poniosły znaczne straty. 1. i 2. kompania graniczna miały około 30% zabitych i rannych, 20% dostało się do niewoli. Straty 3 kompanii to około 50% zabitych i rannych, a pozostali wzięci zostali do niewoli. Zginął dowódca 3 kg por. Połoński i wszyscy trzej dowódcy strażnic. Wycofujące się ze swych pozycji pozostałości kompanii granicznych w godzinach przedpołudniowych osiągnęły m.p batalionu.
W walkach odwrotowych z Armią Czerwoną:

Na rozkaz dowódcy pułku „Głębokie” dowództwo, odwód batalionu i przybyłe do Łużek pododdziały we wczesnych godzinach południowych opuściły miasto maszerując w kierunku Wilna. Do opuszczonych Łużek wkroczył 139 batalion czołgów mjr. Czeczyna z 25 BPanc, biorąc do niewoli grupę żołnierzy liczącą 17 osób, w tym jednego oficera.
Wieczorem, w rejonie Mosarzu, batalion połączył się maszerującymi pododdziałami pułku „Głębokie” i wspólnie maszerował w kierunku Wilna.
19 września dotarła do batalionu wieść o zajęciu Wilna przez Armię Czerwoną. Idący w straży przedniej batalion skierował się przez Rymszany ku granicy z Łotwą i 20 września we wczesnych godzinach rannych w okolicach Turmontu przekroczył granicę łotewską i został internowany.

## Organizacja i dyslokacja batalionu

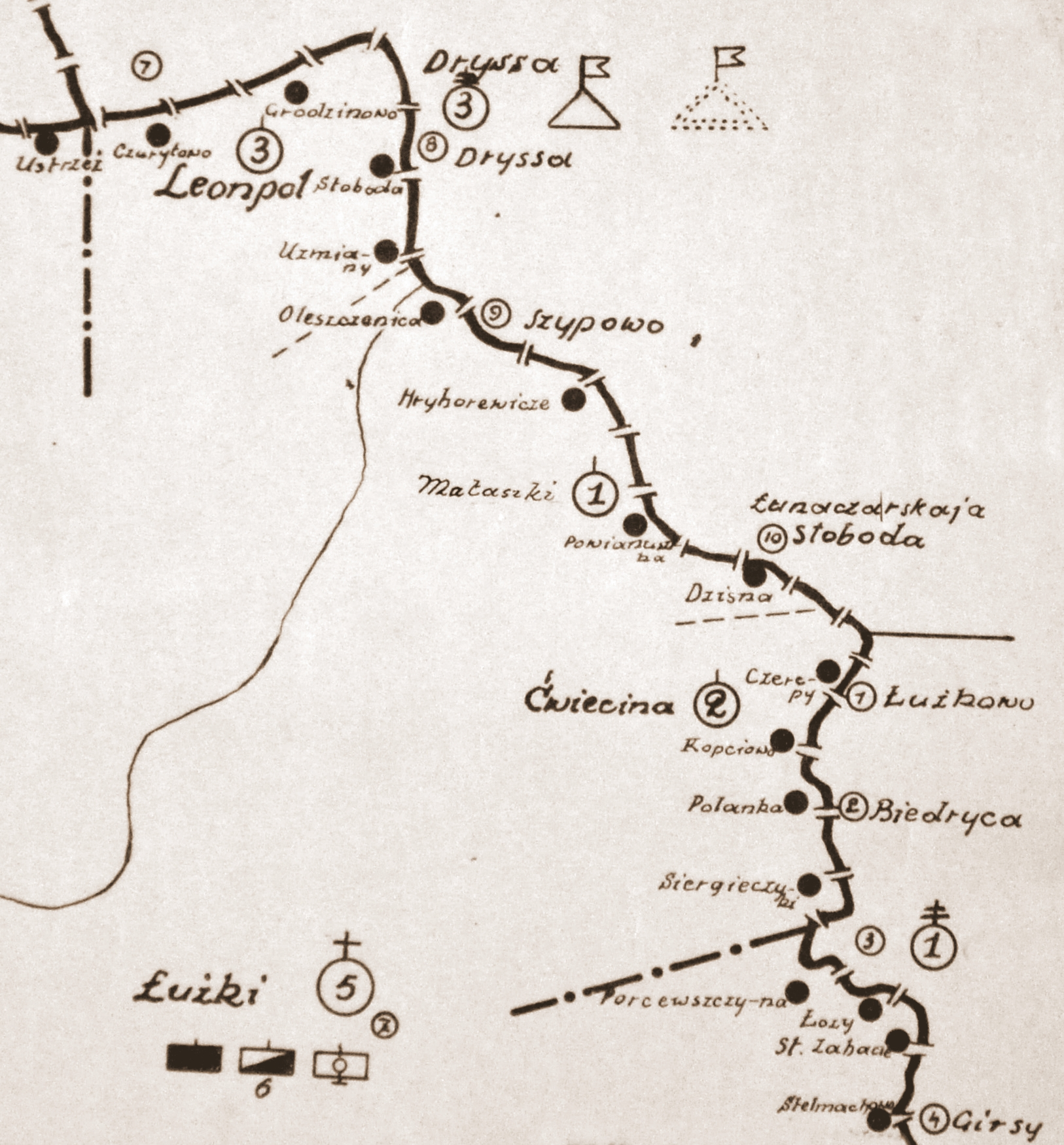
Rozmieszczenie batalionu KOP „Łużki” w 1931

Organizacja batalionu w 1934:
- dowództwo batalionu
- pluton łączności
- kompania odwodowa
- kompania karabinów maszynowych
- 1 kompania graniczna KOP „Małaszki”
- 2 kompania graniczna KOP „Ćwiecino”
- 3 kompania graniczna KOP „Leonpol”

Organizacja i dyslokacja batalionu KOP „Łużki” przed 1937:
- dowództwo batalionu KOP „Łużki”
- 1 kompania KOP „Małaszki”
  - drużyna gospodarcza
  - pluton odwodowy
  - strażnica KOP „Oleszczyńce” (kolonia Oleszczenice, wcześniej Oleszczyńce lub Olszenice, w gm. Mikołajów)
  - strażnica KOP „Hryhorowicze” (Hryhorowicze Naddziśnieńskie II)
  - strażnica KOP „Powianużka” (folwark Powianużka w gm. Mikołajów)
- 2 kompania KOP „Dzisna” (Dzisna)
  - drużyna gospodarcza
  - pluton odwodowy
  - strażnica KOP „Czerepy” (wieś Czerepy w gm. Jazno)
  - strażnica KOP „Kopciowo” (wieś Kopciowo w gm. Jazno)
  - strażnica KOP „Polana” (folwark Polana w gm. Jazno)

- 3 kompania KOP „Świecim”
  - drużyna gospodarcza
  - pluton odwodowy
  - strażnica KOP „Siergiejczyki” (wieś Sierhiejczyki, wcześniej Siergiejczyki, w gm. Jazno)
  - strażnica KOP „Porczewszczyzna” (folwark Parczeńszczyzna, wcześniej Porczewszczyzna, w gm. Jazno[f])
  - strażnica KOP „Łoza” (kolonia Łoza Łomaska, wcześniej folwark Łoza w gm. Prozoroki)
  - strażnica KOP „Jurkowo” (kolonia Jurkowo w gm. Prozoroki)
- kompania odwodowa
  - drużyna gospodarcza
  - dwa plutony odwodowe po trzy drużyny
- kompania ckm
  - drużyna gospodarcza
  - dwa plutony ckm
  - 3 pluton broni towarzyszących
- pluton łączności

Stan osobowy
- oficerów - 18
- podoficerów zawodowych - 63
- podoficerów nadterminowych - 19
- podoficerów i szeregowców służby zasadniczej - 575

Razem - 675 żołnierzy
Organizacja batalionu KOP „Łużki” w 1939
Dowództwo batalionu KOP „Łużki”
- kompania odwodowa
- kompania ckm
- pluton łączności
- 3 kompania graniczna KOP „Leonpol”
- 1 kompania graniczna KOP „Małaszki”
- 2 kompania graniczna KOP „Ćwiecino”

## Żołnierze batalionu
| stopień           | imię i nazwisko          | okres pełnienia służby    | kolejne stanowisko                   |
| ----------------- | ------------------------ | ------------------------- | ------------------------------------ |
| mjr piech.        | Antoni Dubiński          | 25 X 1924 – 16 II 1926    | dowódca II/29 pp                     |
| kpt.              | Szymon Białecki          | p.o. II - III 1926        |                                      |
| mjr/ppłk piech.   | Kazimierz Heilman-Rawicz | 11 III 1926 – 29 XI 1931  | zastępca dowódcy 62 pp               |
| mjr piech.        | Lucjan Józef Kępiński    | 23 III 1932 – 21 III 1935 | praktyka poborowa w PKU Skierniewice |
| kpt. piech.       | Jan Nowak                | III 1935 – 29 V 1935      |                                      |
| ppłk              | Ludwik Konarski          | 29 V 1935 – 11 VII 1938   |                                      |
| ppłk piech.       | Romuald II Kozłowski     | 30 VI 1938 – VIII 1939    | dowódca I/3 pp KOP                   |
| mjr adm. (piech.) | Franciszek Benrot        | IX 1939                   |                                      |

Oficerowie:
- por. piech. Jan Dulęba
- por. Leon Pieczyński

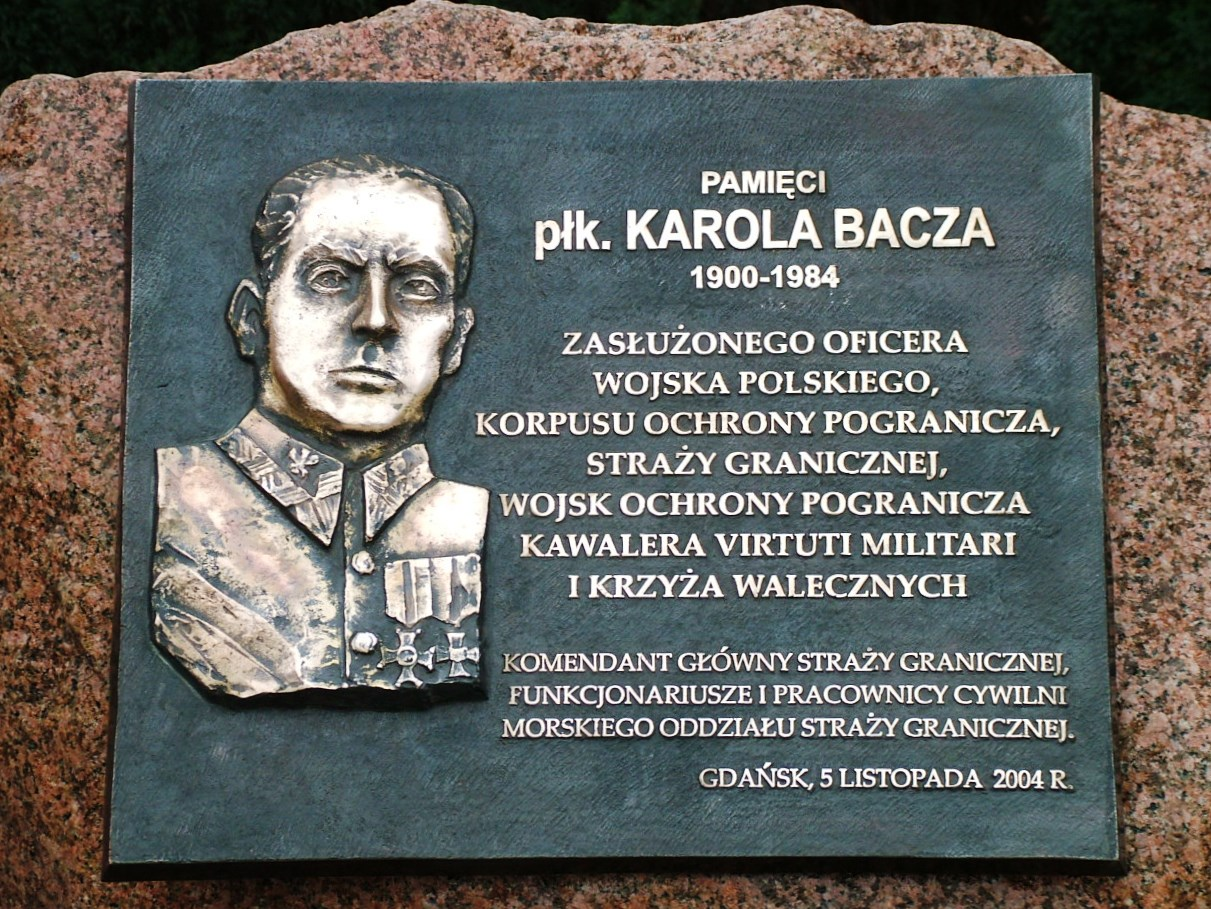
Tablica upamiętniająca Karola Bacza

Obsada personalna we wrześniu 1928 :
- dowódca batalionu – mjr Józef Kobyłecki
- adiutant batalionu – por. Franciszek Gacek
- kwatermistrz – kpt. Karol Bacz
- płatnik – por. Zygmunt Marczak
- oficer materiałowy – por. Bronisław Weckowicz
- oficer żywnościowy – kpt. Stanisław Tarkowski
- oficer wywiadowczy – por. Wacław Tomczak
- dowódca 1 kompanii granicznej – kpt. Zygmunt Ligorzewski
- dowódca 2 kompanii granicznej – p.o. por. Jan Herburt-Heybowicz
- dowódca 3 kompanii granicznej – kpt. Adam Szymański
- dowódca kompanii szkolnej – kpt. Henryk Sieradzki

Obsada personalna w listopadzie 1934 :
- dowódca batalionu – mjr Lucjan Kępiński
- adiutant batalionu – por. Jan Trentowski
- kwatermistrz – kpt. Jan Nowak
- oficer materiałowy – por. Józef Müller
- płatnik – kpt. Adam Radzikowski
- lekarz – kpt. Kornel Mikulewicz
- dowódca plutonu łączności – por. Michał Michalski
- dowódca kompanii odwodowej – kpt. Józef Kasperski
- dowódca kompanii karabinów maszynowych – kpt. Jan Dymowski
- dowódca 1 kompanii granicznej – kpt. Adam Szymański
- dowódca 2 kompanii granicznej – kpt. Kazimierz Czarkowski
- dowódca 3 kompanii granicznej – kpt. Jan Witkowski

Pokojowa obsada personalna batalionu w marcu 1939
- dowódca batalionu – ppłk piech. Romuald II Kozłowski
- adiutant batalionu – kpt. adm. (piech.) Jan Nepomucen Witkowski[g]
- kwatermistrz – mjr adm. (piech.) Franciszek Benrot
- lekarz medycyny – kpt. lek. dr Władysław Alojzy Głodzik
- oficer płatnik – kpt. int. Adam Radzikowski
- oficer materiałowy – kpt. piech. Antoni Bolesław Wiktor Ciemirski
- p.o. oficera żywnościowego – chor. Wincenty Lis
- dowódca 1 kompanii granicznej – kpt. piech. Bronisław Bartyński[46]
- dowódca plutonu – por. piech. Adam Domalewski
- dowódca plutonu – por. piech. Jerzy Skoczyński
- dowódca 2 kompanii granicznej – kpt. piech. Konstanty Eibel[h]
- dowódca plutonu – por. piech. Ksawery Wojciechowski
- dowódca plutonu – chor. Teofil Tendorf
- dowódca 3 kompanii granicznej – kpt. piech. Tadeusz Karol Sochacki
- dowódca plutonu – por. piech. Witold Połoński
- dowódca kompanii odwodowej – kpt. piech. Stanisław Kluk
- dowódca plutonu – por. piech. Władysław Wojtania
- dowódca plutonu – chor. Antoni Moczko
- dowódca kompanii karabinów maszynowych – kpt. piech. Henryk Franciszek Kozłowski[i]
- dowódca plutonu – por. piech. Antoni Przeździecki
- dowódca plutonu – chor. Franciszek Popławski
- dowódca plutonu łączności – kpt. piech. Kazimierz Aleksander Szlezinger

Obsada personalna I/3 pp KOP we wrześniu 1939
- dowódca batalionu – ppłk piech. Romuald II Kozłowski[j]
- dowódca plutonu łączności – kpt. piech. Kazimierz Aleksander Szlezinger[k]
- dowódca 1 kompanii – kpt. piech. Stanisław Kluk[l]
- dowódca 1 kompanii – kpt. piech. Włodzimierz Leman †1940 Katyń[51]
- dowódca 3 kompanii – kpt. piech. Tadeusz Karol Sochacki[m]
- dowódca 1 kompanii ckm – kpt. piech. Roman Józef Zdrochecki

Obsada personalna odtworzonego batalionu KOP „Łużki” we wrześniu 1939
- dowódca batalionu – mjr adm. (piech.) Franciszek Benrot
- dowódca kompanii – ppor. piech. rez. Stanisław Pastuszko[53]

### Żołnierze batalionu – ofiary zbrodni katyńskiej
Biogramy zamordowanych znajdują się na stronie internetowej Muzeum Katyńskiego
| Nazwisko i imię             | stopień              | zawód                 | miejsce pracy przed mobilizacją            | zamordowany |
| --------------------------- | -------------------- | --------------------- | ------------------------------------------ | ----------- |
| Bohdziel Antoni             | podporucznik rezerwy |                       | Sąd Pokoju w Łużkach                       | Katyń       |
| Astapczyk Adolf             | podporucznik rezerwy | nauczyciel            |                                            | Katyń       |
| Doboszyński Jarosław        | porucznik rezerwy    | inżynier rolnik       |                                            | Katyń       |
| Domalewski Adam             | porucznik            | żołnierz zawodowy     |                                            | Katyń       |
| Draczyński Michał           | podporucznik rezerwy | nauczyciel            | Szkoła Powszechna w Nowopolu pow. słupecki | Katyń       |
| Godłowski Włodzimierz       | porucznik rezerwy    | profesor nadzwyczajny | Instytut dla Badań Mózgu                   | Katyń       |
| Stanisław Kluk              | kapitan              | żołnierz zawodowy     | dowódca kompanii odwodowej                 | Katyń       |
| Pobędza Władysław           | podporucznik rezerwy | nauczyciel            |                                            | Katyń       |
| Poklewski-Koziełł Władysław | podporucznik rezerwy | inżynier rolnik       |                                            | Katyń       |
| Popławski Franciszek        | chorąży w st. sp.    | żołnierz zawodowy     |                                            | Katyń       |
| Radziszewski Witalis        | podporucznik rezerwy | technik meliorant     | geodeta w pow. dziśnieńskim                | Katyń       |
| Skoczyński Jerzy            | porucznik            | żołnierz zawodowy     |                                            | Katyń       |
| Tadeusz Sochacki            | kapitan              | żołnierz zawodowy     | dowódca 3 kompanii granicznej              | Katyń       |
| Kazimierz Szlezinger        | kapitan              | żołnierz zawodowy     | dowódca plutonu łączności                  | Katyń       |
| Szostak Stanisław           | podporucznik rezerwy | nauczyciel            | szkoła w Roćkach                           | Katyń       |
| Szyszko Jan                 | podporucznik rezerwy | mierniczy             | majątek Aleksandrów                        | Katyń       |
| Zdrochecki Roman            | kapitan              | żołnierz zawodowy     |                                            | Katyń       |
| Bartyński Bronisław         | kapitan              | żołnierz zawodowy     |                                            | Charków     |
| Godziewicz Jerzy            | podporucznik rezerwy | urzędnik              | Poczta Polska                              | Charków     |
| Hübsch Karol                | wachmistrz w st. sp. |                       | wójt gminy Wiśniowczyk                     | Kalinin     |